# 400 mètres masculin aux championnats du monde d'athlétisme 2005
Navigation
Paris 2003 Osaka 2007
L'épreuve du 400 mètres masculin des championnats du monde d'athlétisme 2005 s'est déroulée du 9 au 12 août 2005 dans le Stade olympique d'Helsinki, en Finlande. Elle est remportée par l'Américain Jeremy Wariner.

## Résultats

### Finale
| Rang               | Athlète           | Pays        | Temps   | Notes |
| ------------------ | ----------------- | ----------- | ------- | ----- |
| Médaille d'or      | Jeremy Wariner    | États-Unis  | 43 s 93 | WL    |
| Médaille d'argent  | Andrew Rock       | États-Unis  | 44 s 35 | PB    |
| Médaille de bronze | Tyler Christopher | Canada      | 44 s 44 | NR    |
| 4                  | Chris Brown       | Bahamas     | 44 s 48 | PB    |
| 5                  | Timothy Benjamin  | Royaume-Uni | 44 s 93 |       |
| 6                  | Brandon Simpson   | Jamaïque    | 45 s 01 |       |
| 7                  | Darold Williamson | États-Unis  | 45 s 12 |       |
| 8                  | John Steffensen   | Australie   | 45 s 46 |       |

## Légende
Records et Performances
- AR : Record continental (area record)
- CR : Record des championnats (championship record)
- MR : Record du meeting (meet record)
- NR : Record national (national record)
- OR : Record olympique (olympic record)
- PR : Record paralympique (paralympic record)
- PB : Record personnel (personal best)
- SB : Meilleure performance personnelle de la saison (season's best)
- WL : Meilleure performance mondiale de l'année (world leader)
- WJR : Record du monde junior (world junior record)
- WR : Record du monde (world record)

Circonstances et Conditions
- DNF : N'a pas terminé (did not finish)
- DNS : N'a pas pris le départ (did not start)
- DQ : Disqualification (disqualification)
- NM : Aucun essai valable enregistré (No Mark)
- Q : Qualifié « directement » au prochain tour (ou à la prochaine compétition), lors d'une compétition majeure, grâce au classement ou à la réalisation des minima (automatic qualifier)
- q : Qualifié au prochain tour (ou à la prochaine compétition), lors d'une compétition majeure, grâce au repêchage ou à la réalisation de l'une des meilleures performances parmi celles des « non qualifiés directement » (grâce au meilleur temps ou à la meilleure distance par exemple) (secondary qualifier)